# 摩拉瓦河省

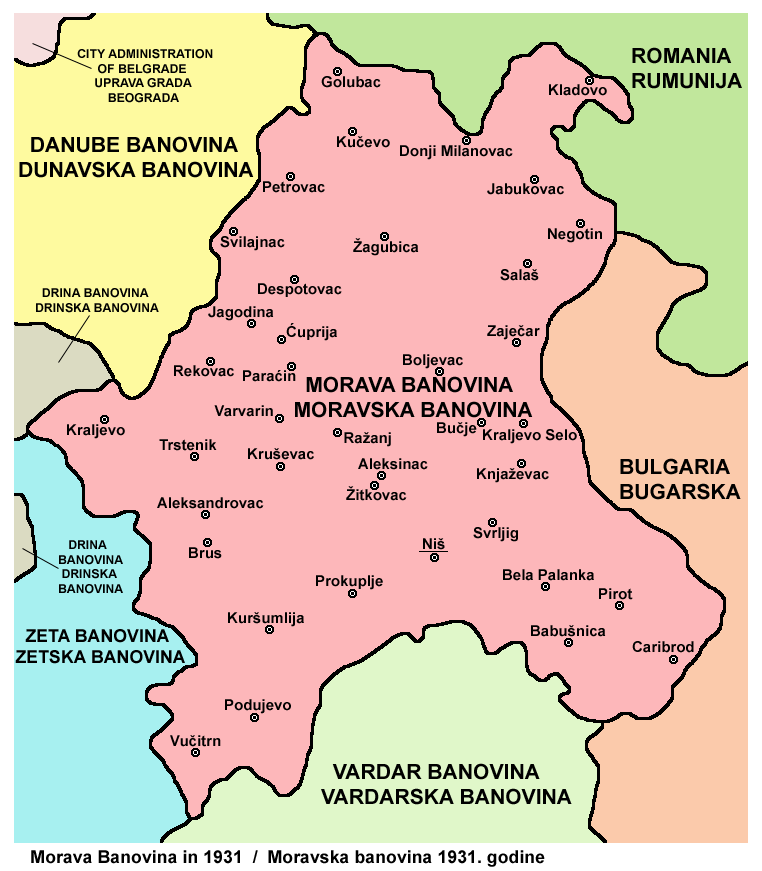
摩拉瓦河省地图

摩拉瓦河省 (塞尔维亚语： / ) 在1929年至1941年是南斯拉夫王国的一个省，领土包括中塞尔维亚和科索沃小部分，因摩拉瓦河得名，首府是尼什 (Niš)。
1941年，该省被轴心国占领，分别并入纳粹德国的塞尔维亚占领区和意大利的阿尔巴尼亚占领区。
战后，该地成为南斯拉夫社会主义联邦共和国下辖的塞尔维亚部分。

## 参看
- 坡度拿夫里耶 (Podunavlje，在中塞尔维亚)